# Cannonball (chanson de Showtek et Justin Prime)
Pour les articles homonymes, voir Cannonball.
Singles de Showtek
How We Do
(2012) Slow Down
(2013)
Cannonball est une chanson produite par le groupe Showtek et le DJ néerlandais Justin Prime, sorti le 29 octobre 2012. Ce titre est le premier succès international des DJs qui s'était fait remarquer en Europe avec leur duo avec Hardwell sur le titre How We Do. Il est sorti sur Musical Freedom, le label du DJ Tiësto, mais aussi sur Spinnin' Records. En 2013, une nouvelle version voit le jour avec une piste vocale de Matthew Koma (qui a notamment collaboré sur des chansons tel que Spectrum de Zedd ou encore Dare You avec Hardwell).

## Critiques
La chanson a été bien reçue par le public. Cependant, certains d'entre eux critiquent cette chanson car le drop et la mélodie de la chanson Tung de Deniz Koyu sont très ressemblantes.

## Liste des titres
| 1. | Cannonball (Original Mix) | 5:48 |
| 2. | Cannonball (Radio Edit)   | 3:22 |

| 1. | Cannonball (Carnage & Victor Niglio's Festival Trap Remix) | 4:10 |

## Classement hebdomadaire
| Classement (2012)                       | Meilleure position |
| --------------------------------------- | ------------------ |
| Pays-Bas (Nederlandse Top 40)           | 5                  |
| France (SNEP)                           | 45                 |
| France (Club 40)                        | 6                  |
| Belgique (Flandre Ultratop 50 Singles)  | 5                  |
| Belgique (Wallonie Ultratop 50 Singles) | 16                 |

### Certifications
| Pays     | Organisme | Certification | Vente  |
| -------- | --------- | ------------- | ------ |
| Belgique | BEA       | Or            | 15 000 |